# 콜로라도주의 주지사
콜로라도의 주지사는 콜로라도 주정부와 주 방위군의 최고 통수권자이다. 이 직위에 위치한 사람은 주 내 의회의 결정으로 탄핵될 수 있으며 주 법률을 지킬 의무를 지니고 있다. 현직 주지사는 민주당 소속의 존 히켄루퍼로 2010년 선거를 통해 당선되었으며, 2014년 선거를 통해 재선에 성공하였다. 콜로라도의 법에 따라 주지사는 4년에 재선까지 가능하므로 2018년에 히켄루퍼는 선거에 출마할 수 없다. 1876년 8월 1일에 만들어진 이 직위는 현재까지 민주당 소속의 정치인 22명, 공화당 소속의 정치인 19명, 기타 정당 소속 1명이 거쳤다.

## 목록
| 대수 | 대수 | 성명                         | 성명            | 소속   | 재임 기간                         | 부지사 | 부지사                         |
| ---- | ---- | ---------------------------- | --------------- | ------ | --------------------------------- | ------ | ------------------------------ |
|      | 33   |                              | 다니엘 손튼     | 공화당 | 1951년 1월 9일 - 1955년 1월 11일  |        | 고든 앨럿 (1951-1955)          |
|      | 34   |                              | 에드윈 존슨     | 민주당 | 1955년 1월 11일 - 1957년 1월 8일  |        | 스티븐 맥니콜스 (1955-1957)    |
|      | 35   |                              | 스티븐 맥니콜스 | 민주당 | 1957년 1월 8일 - 1963년 1월 8일   |        | 프랭크 L. 헤이스 (1957-1959)   |
|      | 35   | 로버트 리너스 (1959-1967)    | 스티븐 맥니콜스 | 민주당 | 1957년 1월 8일 - 1963년 1월 8일   |        |                                |
|      | 36   |                              | 존 아서 러브    | 공화당 | 1963년 1월 8일 - 1973년 7월 16일  |        |                                |
|      | 36   | 존 D. 밴더후프 (1967-1973)   | 존 아서 러브    | 공화당 | 1963년 1월 8일 - 1973년 7월 16일  |        |                                |
|      | 37   |                              | 존 D. 밴더후프  | 공화당 | 1973년 7월 16일 - 1975년 1월 14일 |        | 테드 L. 스트릭랜드 (1973-1975) |
|      | 38   |                              | 리처드 램       | 민주당 | 1975년 1월 14일 - 1987년 1월 13일 |        | 조지 L. 브라운 (1975-1979)     |
|      | 38   | 낸시 L. 딕 (1979-1987)       | 리처드 램       | 민주당 | 1975년 1월 14일 - 1987년 1월 13일 |        |                                |
|      | 39   |                              | 로이 로머       | 민주당 | 1987년 1월 13일 - 1999년 1월 12일 |        | 마이크 캘리헌 (1987-1994)      |
|      | 39   | 새뮤얼 H. 캐시디 (1994-1995) | 로이 로머       | 민주당 | 1987년 1월 13일 - 1999년 1월 12일 |        |                                |
|      | 39   | 게일 S. 셰틀러 (1995-1999)   | 로이 로머       | 민주당 | 1987년 1월 13일 - 1999년 1월 12일 |        |                                |
|      | 40   |                              | 빌 오웬즈       | 공화당 | 1999년 1월 12일 - 2007년 1월 9일  |        | 조 로저스 (1999-2003)          |
|      | 40   | 제인 E. 노턴 (2003-2007)     | 빌 오웬즈       | 공화당 | 1999년 1월 12일 - 2007년 1월 9일  |        |                                |
|      | 41   |                              | 빌 리터         | 민주당 | 2007년 1월 9일 - 2011년 1월 11일  |        | 바버라 오브라이언 (2007-2011)  |
|      | 42   |                              | 존 히켄루퍼     | 민주당 | 2011년 1월 11일 - 2019년 1월 8일  |        | 조셉 A. 가르시아 (2011-2016)   |
|      | 42   | 도나 린 (2016-2019)          | 존 히켄루퍼     | 민주당 | 2011년 1월 11일 - 2019년 1월 8일  |        |                                |
|      | 43   |                              | 재러드 폴리스   | 민주당 | 2019년 1월 8일 -                  |        | 다이앤 프리마베라 (2019-)      |

## 같이 보기
- 콜로라도주